# El Febrer
El Febrer és una masia de Sant Martí de Centelles que està situada a prop del poble de Sant Miquel Sesperxes, a l'indret anomenat pla de la Garga, a ponent del mas del Montpar i al Nord del mas Presseguer.
El mas és documentat per primer cop l'any 1553, en un fogatge, any en el qual el cap de família era Jaume Febrer; tanmateix l'origen del mas es remuntaria al segle XIV. Els Febrer eren una de les famílies més importants de l'antiga parròquia de Sant Miquel Sesperxes i fins fa poc els propietaris del mas encara pertanyien al mateix llinatge originari. El Febrer és un mas format per dos construccions adossades, segurament construides durant el segle XIV i reformades durant el XVI; articulades al voltant d'altres dependències mes modernes d'usos agrícoles i ramaders.
L'edifici principal és de planta rectangular, d'orientació sud-nord, coberta de doble vessant i amb una planta baixa més dos pisos i golfes. La façana presenta murs de paredat comú utilitzant pedres de mida petita i mitjana lligades amb morter, mentre que les pedres cantoneres actuen d'element arquitectònic com d'element decoratiu. La porta d'accés és un arc de mig punt adovellat i amb un escut de la nissaga i una data (1563), any de la possible reforma. L'estructura interna de l'edifici segueix l'habitual en les masies catalanes, on tota la planta inferior de la casa estaria destinada als estables i la part superior a les dependències d'ús privat. La segona construcció, annexada a l'edifici principal per la banda est, segueix la mateixa tècnica constructiva i conforma una petita porxada.